# 亚丁湾

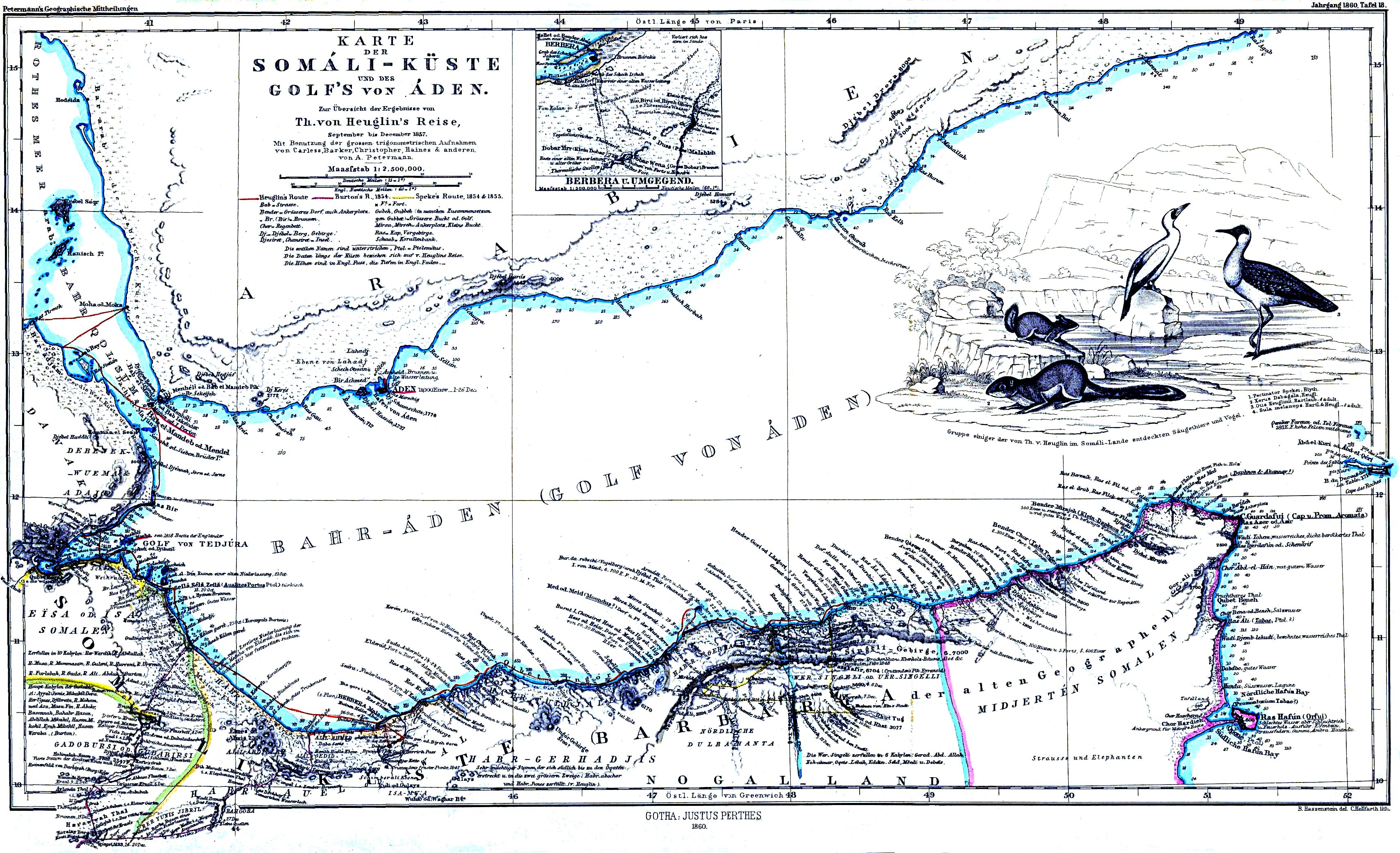
1860年的一幅亞丁灣地圖

亚丁湾（英語：Gulf of Aden）指位於也门和索马里與索馬利蘭之间的一片阿拉伯海水域，通过曼德海峡与北方的红海相连。尤如苏伊士运河，亚丁湾是船隻快捷往來地中海和印度洋的必經站，又是波斯湾石油输往欧洲和北美洲的重要水路。由于该地区海盗猖獗，所以亚丁湾又被稱為“海盗巷”。

## 经济和贸易
亚丁湾是一个非常重要的航运航道，特别是对于波斯湾的石油。是世界航运的一个重要组成部分。全球11%的石油通过亚丁湾和苏伊士运河到达当地的炼油厂。亚丁湾沿岸的主要港口城市有：亚丁和索马里的柏培拉、博萨索、吉布提、塞拉。
在历史上，当地的贸易中心是现位于亚丁市东部的Crater市。Crater是Awsan帝国的一个重要的贸易港口，直到五世纪一直在连接非洲和阿拉伯地区的活动中发挥巨大影响。

## 生态系统
从地质上来说，亚丁湾是一块年轻的海域，亚丁湾有世界上绝无仅有的生物多樣性。这里有很多品种的鱼类，珊瑚，海鸟和无脊椎动物。之所以这里有富饶的生物资源，得益于亚丁湾附近较少的人为污染，但也有环保组织担心生态系统会由于疏于管理而遭到污染。

## 外部連結
- 亞丁灣 - Google地圖